# François Leclerc du Tremblay
Pour les articles homonymes, voir Père Joseph, Leclerc et Tremblay.
François Leclerc du Tremblay, plus connu sous son nom en religion père Joseph, né le 4 novembre 1577 à Paris et mort le 17 décembre 1638 à Rueil, est un capucin surnommé par ses détracteurs « l'éminence grise du cardinal de Richelieu » en raison de son activité, de 1612 à sa mort, au service du cardinal, principal ministre du roi Louis XIII.

## Biographie

### Le militaire
Fils aîné de Jean Leclerc du Tremblay, président de la Chambre des requêtes du Parlement de Paris et de Marie du Motier de La Fayette, son épouse, il était l'arrière petit neveu de Marguerite Le Clerc du Tremblay, épouse de Jacques Coitier, médecin, président de la Chambre des comptes de Paris et l'un des plus proches conseillers du roi Louis XI.
Il reçoit une éducation classique très soignée. Durant son enfance marquée par les guerres de religion, on ne pouvait lui parler qu'en grec ou en latin. Seule sa mère, qui joua un rôle central dans son éducation, pouvait lui parler en français. Il a étudié les auteurs classiques, mais également les auteurs contemporains. En 1595, il fit ses humanités lors d'un long voyage en Italie dont il revint pour embrasser la carrière des armes. Il servit lors du siège d'Amiens en 1597, puis accompagna une ambassade extraordinaire à Londres. Son frère Charles Leclerc du Tremblay sera gouverneur de la Bastille. Il est également l'oncle maternel de Jean et de Sébastien Zamet.

### Le religieux
En 1599, le baron de Maffliers — c'est ainsi qu'il était connu — renonça aux vanités du monde pour entrer en religion chez les capucins d'Orléans où il prononça ses vœux, les capucins étant alors les confesseurs des rois et des reines. Il entra ensuite au couvent de la rue Saint-Honoré à Paris où il devint lecteur de philosophie. Atteint d'une maladie des yeux, il renonça à ses cours, se consacra aux choses de la religion avec une piété exemplaire et devint prédicateur près des couvents de Meudon, Bourges, Angers, Saumur, Le Mans, Rennes, Tours, Nantes. Des foules assistaient aux prêches de ce jeune moine portant cilice et réformateur de renom, qui allait pieds nus et se flagellait. En 1606, il assista Antoinette d'Orléans-Longueville, alors religieuse à l’abbaye de Fontevraud, lorsqu'elle fonda l'ordre des Filles du Calvaire, et il écrivit un ouvrage de dévotion à leur intention. Son zèle prosélyte le poussa à envoyer des missionnaires en pays huguenot afin de les arracher à leur hérésie.
De 1617 à 1625, il composa La Turciade, une épopée en quatre mille six cent trente-sept vers latins, qui sera imprimée en deux exemplaires. Urbain VIII, destinataire de l'un d'eux et lui-même poète, l'appela « L'Énéide chrétienne ». Il influença le pape pour l'érection, en 1622,  de la Congrégation pour la propagation de la foi et fut nommé, en 1625, commissaire apostolique pour toutes les missions étrangères. Il dirigea, de 1624 à 1638, le seul journal autorisé à l'époque, le Mercure français [citation nécessaire] fondé en 1605, y théorisant notamment l'absolutisme catholique.
Ce moine austère, tout en gardant la rigueur de sa vie personnelle, se consacra à la diplomatie et à la politique.

### Le diplomate
En 1616, avec le duc de Nevers, il réussit à convaincre le pape d'envisager une croisade contre les Turcs par une sorte de nouvel ordre du Temple, la Milice chrétienne (Militia christiana composée de catholiques et protestants), projet avorté en 1618 par la défenestration de Prague.

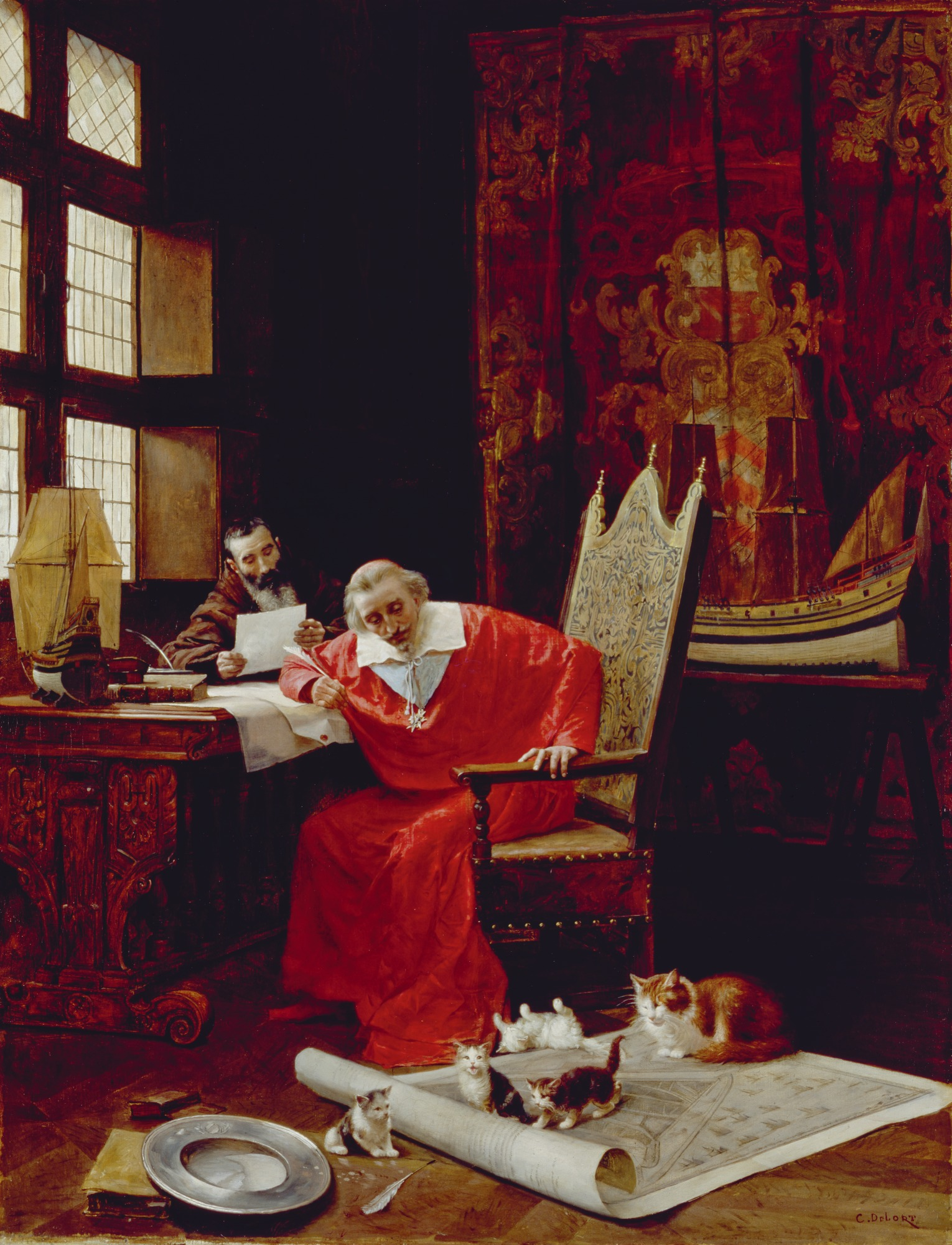
Le Père Joseph, le Cardinal de Richelieu et ses chats, par Charles Édouard Delort.

Il entra en politique à la conférence de Loudun de 1619 : soutenu par la reine et par le légat du Saint-Père, il s'opposa aux thèses gallicanes qui avaient la faveur de la noblesse, et il réussit à les convaincre d'abandonner les tendances schismatiques du gallicanisme. En 1612 commencèrent les fructueuses relations personnelles qu'il devait continuer à entretenir de façon si fidèle avec Richelieu. Une grande amitié, toute de complicité politique, s'établit entre « l'homme en rouge » et le moine aux mille ressources. Richelieu, admiratif de ses talents de prédicateur et de fin négociateur, le surnomme affectueusement Ezéchieli, ou Tenebroso-Cavernoso. En effet, grâce à son vaste réseau de capucins, ce dernier avait créé un véritable service de renseignements avant l'heure qu'il mit entièrement au service de Richelieu. Les moines devenus agents de renseignement lui permettaient en effet d'avoir en permanence des informations confidentielles en provenance des différentes zones de conflits.
En 1627, le moine assista au siège de la Rochelle mené par le cardinal. La France était alors, sinon entrée dans la guerre de Trente Ans, du moins dans une politique active de soutien aux ennemis (protestants) de l'empereur (catholique) Ferdinand II. Cette alliance, qui semblait contradictoire avec la ligne politique suivie à l'intérieur du royaume de France, avait évidemment un fondement politique (la lutte contre la maison d'Autriche). Il rêvait en fait d'une Europe unie dans une nouvelle croisade contre les Turcs et considérait que les Habsbourg constituaient l'obstacle empêchant une paix pan-européenne que rendrait cette union possible. Dès lors, ce nouveau Pierre l'Ermite intrigua à la Diète de Ratisbonne en 1630 contre les entreprises de l'empereur, fit en sorte de provoquer l'intervention de la Suède[réf. nécessaire], se réconciliant avec les parties protestantes afin pour ainsi dire, de mettre le mal au service du bien.
Il fut, dans l'ombre, l’un des principaux artisans[réf. nécessaire] des traités de Westphalie qui marquèrent l’émergence du principe de la souveraineté des États comme fondement du droit international et furent la base du nouvel équilibre européen jusqu’à la Révolution française.

### Une disparition rapide
Ayant subi une première attaque cérébrale au printemps 1638, il mourut en quelques jours d'une seconde attaque en décembre suivant. Le cardinal de Richelieu écrira : « Je perds ma consolation et mon unique secours, mon confident et mon appui. » L'image que donnent de lui Jules Michelet ou Alfred de Vigny, faisant de lui la figure emblématique du conseiller de l'ombre manipulateur à la grande noirceur, est extravagante. Il sera, par la suite, remplacé par Mazarin, comme interlocuteur privilégié de Richelieu.
Le père Joseph fut inhumé dans la chapelle du couvent des Capucins Saint-Honoré, à Paris, en présence d'un grand nombre de personnages importants, ecclésiastiques et laïcs, conduits par Richelieu. Son épitaphe y était visible, gravée en latin sur une plaque en marbre noir. Cette chapelle et ce couvent ont été détruits à la Révolution.

## Éminence grise
Sa relation avec Richelieu, de 1612 à sa mort, lui a valu le surnom d'« éminence grise », allusion à la fois à la matière grise, le cerveau dans l'ombre de Richelieu, et à la robe de bure grise des capucins, le tout accolé au titre d'éminence, réservé aux cardinaux. Le cardinal de Richelieu portait quant à lui le surnom d'« Éminence rouge ». Malgré ce surnom, le père Joseph ne sera jamais cardinal, comme l'avait demandé Louis XIII au pape, sa mort l'en privant de justesse.
La locution « éminence grise » a gardé son sens originel pour désigner une personne œuvrant dans l'ombre d'un grand.

## Sources imprimées
- Félix Danjou, « La Véritable Vie du père Joseph », Archives curieuses de l'histoire de France depuis Louis XI jusqu'à Louis XVIII, ou Collection de pièces rares, 1838, p. 118 et suiv.

## Bibliographie

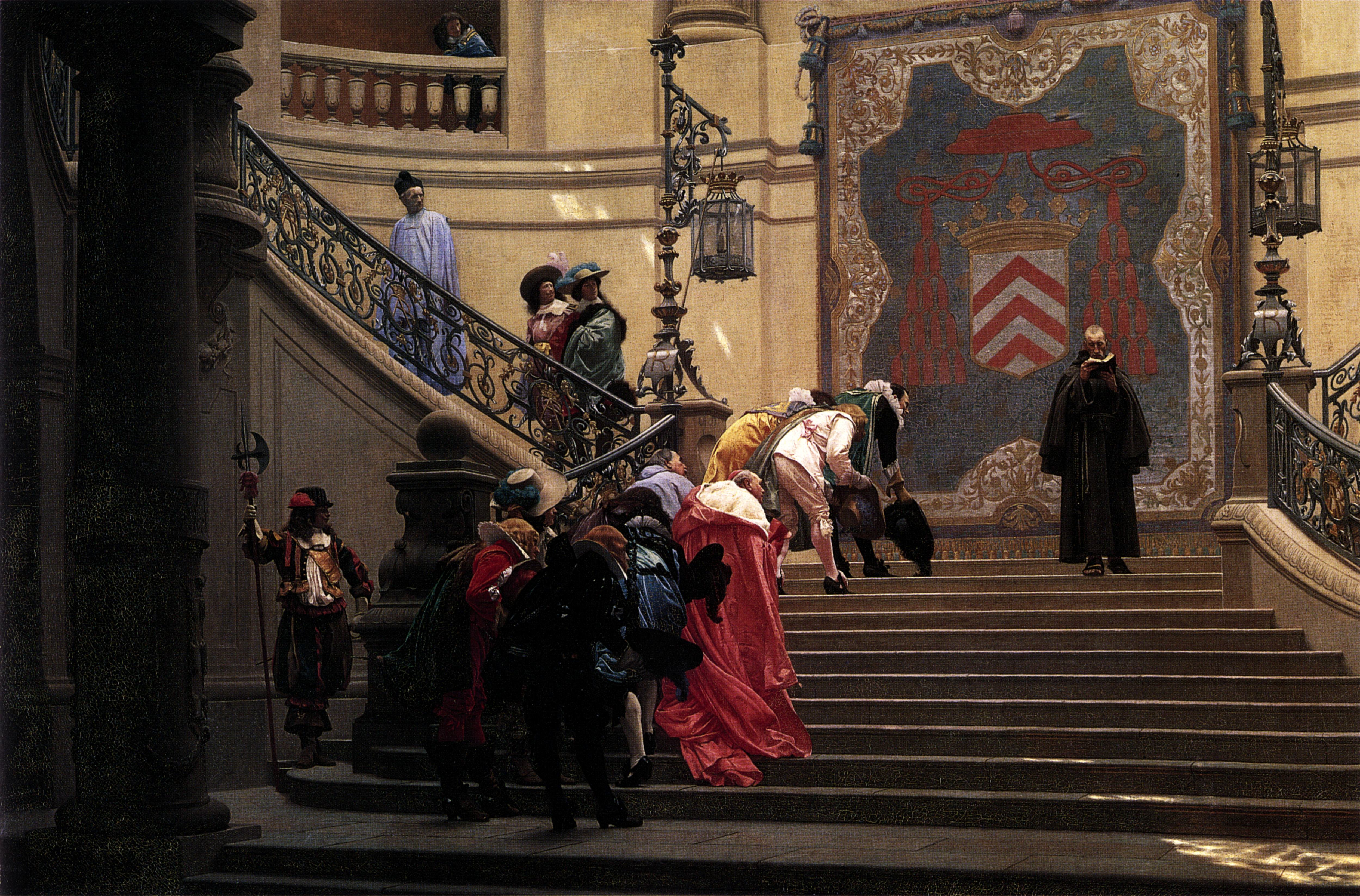
L'Éminence grise de Jean-Léon Gérôme, 1873.
Le peintre souligne l'influence politique du père Joseph en accentuant le contraste entre le capucin vêtu de sa robe de bure et la magnificence des ecclésiastiques et des nobles qui s'inclinent respectueusement devant lui. Les armes du cardinal de Richelieu se détachent à l'arrière-plan.

### Ouvrages anciens
- Gustave Fagniez, Le Père Joseph et Richelieu, Paris, Hachette, 1894, 2 tomes, 605 et 514 pages, tome premier, lire en ligne ; tome second, lire en ligne ;
- Mgr Grente, L'Éminence grise, Paris, Gallimard, 1941, 215 p.

### Études historiques
- Benoist Pierre, Le Père Joseph : l'éminence grise de Richelieu, Paris, Perrin, 2007, 476 p. (ISBN 978-2-262-02244-0 et 2-262-02244-5, présentation en ligne), [présentation en ligne], [présentation en ligne], [présentation en ligne].
- Jean-Paul-Médéric Tremblay, François Leclerc du Tremblay, capucin, maître éminent de vie spirituelle et adjoint politique du cardinal Richelieu sous les feux d’un nouvel éclairage, s.l.n.d. [Édition X… 1988], 21 × 32 cm, 325 p., ill. (manuscrit consultable au Comité pour l'histoire économique et financière de la France).
- Charles Zorgbibe, Les éminences grises, Éditions de Fallois, 2020.

### Littérature
- Aldous Huxley, L'Éminence grise, 1941.L’ouvrage se base sur des travaux de Fagniez (1894) et Dedouvres (1932).
- Alfred de Vigny, Cinq-Mars, 1826.
- Michel Zévaco, L'Héroïne, 1910.